# Czarny kryminał

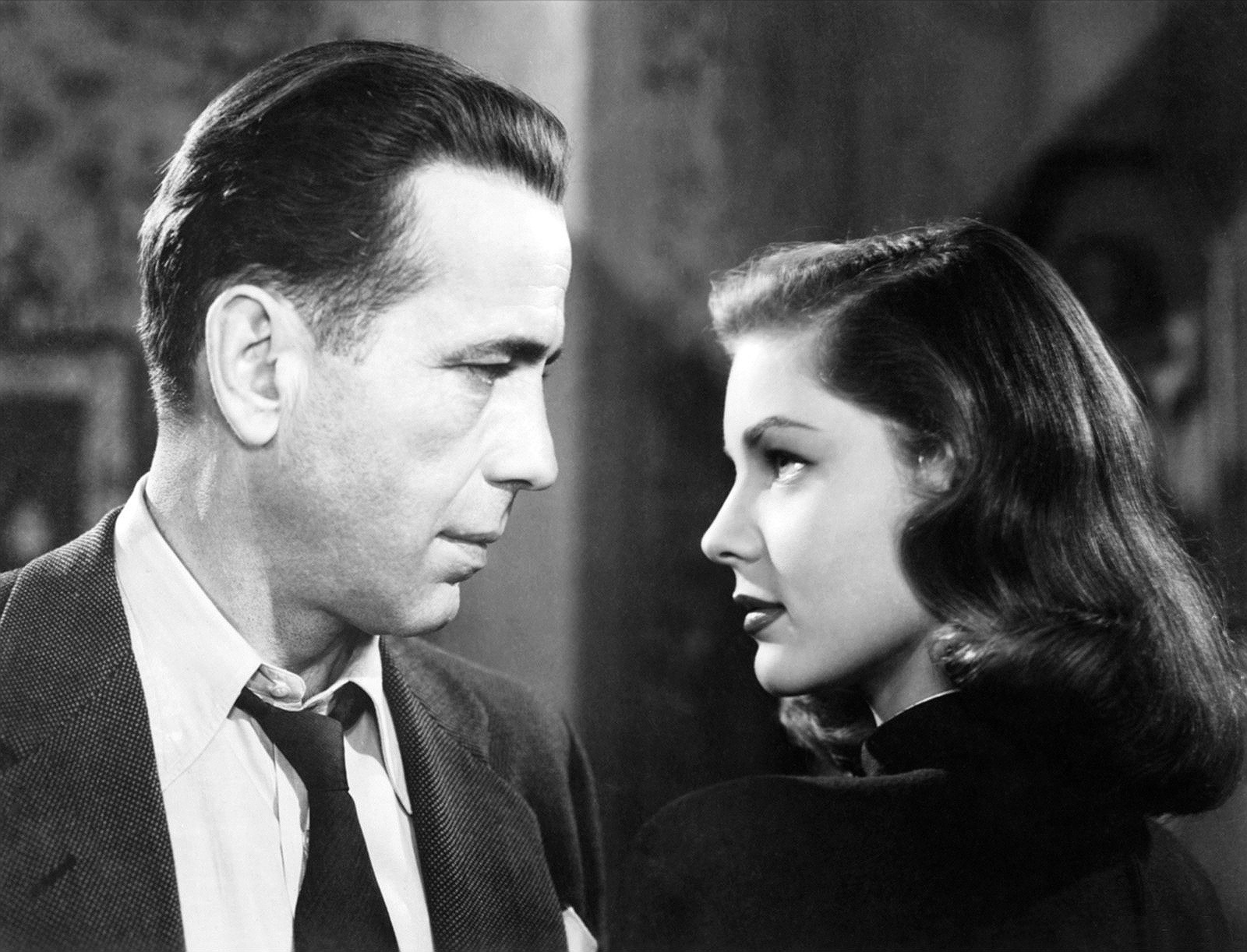
Kadr z filmu Wielki sen na podstawie powieści Chandlera Głęboki sen

Czarny kryminał – gatunek literacki, który zalicza się do nurtu powieści kryminalnej, w szczególności do powieści detektywistycznej. Akcja rozgrywa się w tych samych sceneriach. Proza czarnego kryminału, pomimo iż wywodzi się z romantyzmu wynoszącego na pierwszy plan lęk, przerażenie, zgrozę i niesamowitość, odbiega od tej tradycji literackiej poprzez cyniczną postawę bohatera w stosunku do przeżywanych tychże emocji. Cynizm pokazywany jest poprzez wewnętrzne monologi opisujące czytelnikowi (albo widzowi) czyny i uczucia głównej postaci. Typowym protagonistą gatunku jest detektyw będący w czasach prohibicji świadkiem codziennych, pełnych przemocy działań przestępczości zorganizowanej. Jej rozkwitu nie może powstrzymać system prawny, skorumpowany równie mocno jak mafia z którą walczy. Z powodu swojego wyrachowania, powstałego w wyniku eskalacji przemocy, detektywi prozy hardboiled klasyfikowani są jako antybohaterowie.

## Geneza
Detektywi z gatunku czarnego kryminału nie tylko rozwiązują kryminalne tajemnice, ale także regularnie stawiają bezpośrednio czoła przemocy, co powoduje u nich wypalenie i coraz większy cynizm wobec własnych uczuć. Choć literackim pierwowzorem bohatera są Terry Mack i Race Williams z książek Carolla Johna Daly’ego, to charakter głównego bohatera najpełniej uosabiają Sam Spade z powieści Dashiella Hammetta oraz Philip Marlowe, bohater książek Raymonda Chandlera.

### Pionierzy gatunku
Styl czarnego kryminału został zapoczątkowany przez Carolla Johna Daly’ego w połowie lat dwudziestych XX wieku. W ciągu tej samej dekady spopularyzował go Dashiell Hammett, a udoskonalił go Raymond Chandler na początku lat trzydziestych, dając tym samym początek okresowi rozkwitu gatunku trwającemu aż do końca lat pięćdziesiątych.

### Narodziny gatunku – lata 20. XX wieku
W latach 20. pokolenie amerykańskich pisarzy pisało powieści mające zwrócić uwagę na problemy społeczne kraju: gangsterstwo, korupcję, potęgę pieniądza, powszechną przemoc. Za reprezentantów tej rodzącej się literatury popularnej nazywanej „czarny kryminał” byli uważani Dashiell Hammett i Carroll John Daly. Autorzy publikowali swoje teksty w tanich, popularnych magazynach nazywanych ang. dime magazines (dime = 10 centów) lub ang. pulp magazines (od pulpy papieru słabej jakości służącego do druku). Wielu pisarzy ograniczało się do używania przyziemnych elementów tej literatury, skierowanych głównie do młodzieży (seks, alkohol, przemoc), lecz ci najlepsi podążali śladami Hammetta by odwrócić konwencje gatunku w celu obwinienia kapitalizmu, korupcji policyjnej i porozumienia między środowiskiem politycznym a przestępczym: W.R. Burnett, Jonathan Latimer, Raymond Chandler, Howard Fast, Ross Macdonald, Jim Thompson, Chester Himes, William P. McGivern, Fredric Brown.

### Rozwój po II wojnie światowej
Prawdziwy rozkwit czarnego kryminału miał miejsce po II wojnie światowej. W sierpniu 1944 roku, kilka dni przed wyzwoleniem Paryża, Marcel Duhamel odkrył trzy książki: dwie Petera Cheyneya i trzecią Jamesa Hadleya Chase’a (obaj autorzy byli Brytyjczykami). Powierzył tłumaczenie wydawnictwu Gallimard wraz z pomysłem na cykl opowiadań dla którego nazwę wymyślił Jacques Prevert: miała to być Czarna Seria. Została ona wydana w 1945 i natychmiast odniosła sukces. Sprowadzając do kraju dzieła amerykańskich autorów takich jak Horace McCoy (Czyż nie dobija się koni, Pożegnaj się z jutrem) czy James Cain (Listonosz zawsze dzwoni dwa razy) Marcel Duhamel rozpropagował gatunek noir we Francji.
Czarna Seria rozwijała się prężnie w kolejnych dekadach. Pod koniec lat 60. podejmowano próby odświeżenia gatunku, wynikające z nowych problemów społecznych, zwłaszcza militaryzacji – pojawiło się wówczas określenie neokryminał. Utwory z tego okresu stały się źródłem i punktem odniesienia dla nowego pokolenia pisarzy lat 1990-2000, którzy mnożą formy powieści noir.

### Noir współcześnie
Wśród literatury noir można wyróżnić jej typy właściwe dla konkretnych regionów geograficznych, odnoszące się do specyficznych dla danego regionu realiów i problemów społeczno-polityczno-kulturowych, takich jak problem niestabilności, wojny, konfliktów na tle etnicznym i rasowym itp. Na przełomie XX i XXI w. ogromną popularność zyskało nordic noir (Stieg Larsson, Henning Mankell), Kilkadziesiąt zbiorów opowiadań gatunku noir, skupiających się na poszczególnych miastach na całym świecie przygotowuje i wydaje nowojorskie wydawnictwo Akashic Books w serii Noir (w serii ukazały się m.in. zbiory dotyczące Barcelony, Bostonu, Kopenhagi, Hawany, Londynu czy Teheranu). Część z nich ukazała się także w tłumaczeniu na język polski nakładem wydawnictwa Claroscuro (m.in. Barcelona Noir, Meksyk Noir, Moskwa Noir, Tel Awiw Noir).
Od roku 1998, miasto Frontignan la Peyrade i stowarzyszenie Soleil Noir (fr. czarne słońce) organizują co roku międzynarodowy festiwal powieści noir (FIRN).
Literatura noir stanowi często inspirację dla science-fiction, a zwłaszcza nurtu cyberpunk.

## Charakterystyka gatunku
Powieść noir bywa uznawana za podkategorię powieści kryminalnej, łączącą cechy dreszczowca i roman à énigme (fr. powieść zagadka), ale również za osobny gatunek literacki posiadający własne charakterystyczne elementy.
Silnie wpisana jest w określoną rzeczywistość społeczną, jednak przedstawia ją często w fatalistycznym, nonkonformistycznym czy wręcz kontestacyjnym ujęciu. W odróżnieniu od roman à énigme, jej akcja rozgrywa się w świecie mniej konwencjonalnym, bardziej groźnym, brutalnym – zwykle w krajobrazie miejskim. Charakterystyczne jest przedstawianie świata władzy i polityki od jego nieuczciwej strony. Typowy główny bohater zmaga się z systemem: prawnym, politycznym lub innym, który jest skorumpowany i nieuczciwy w stopniu nie mniejszym niż sprawca opisywanej zbrodni, popełniający ją z codziennych powodów, próbując poradzić sobie z beznadziejną, przegraną sytuacją.
Podobnie jak filmy tego gatunku, literatura noir nie operuje jasnym podziałem na dobro i zło, nie ma charakteru moralizatorskiego, a zakończenia rzadko są szczęśliwe.
Popularnym zabiegiem jest też użycie slangu.

## Pisarstwo typupulp fiction
Od początku pisarstwo w stylu czarnego kryminału związane było z publikującymi je czasopismami nazywanymi „pulp”. Najbardziej znanym był Black Mask wydawany przez Josepha T. Shawa. 
Robert Sampson, historyk zajmujący się tematyką pulp fiction, twierdzi, iż gatunek czarnego kryminału antycypowały opowiadania Gordona Younga „Don Everhard” (pojawiającymi się w magazynie Advendure od roku 1917) o „ekstremalnie twardym, pozbawionym skrupułów i zabójczym” hazardziście.
W 1933 Black Mask skupiło się na publikowaniu wyłącznie powieści kryminalnych. Czarne kryminały stały się podstawową pozycją wydawniczą innych magazynów typu pulp fiction w latach trzydziestych, pojawiała się ona między innymi w Dime Detective i Detective Fiction Weekly. Wiele opowiadań z tego gatunku zostało później wydanych w miękkiej oprawie przez wydawnictwa nazywane kolokwialnie pulps. Wskutek tego „Pulp Fiction” często jest używane jako synonim powieści hardboiled czy powieści gangsterskiej. (Niektórzy jednak rozróżniają wewnątrz tego gatunku opowiadania prywatnych detektywów od powieści kryminalnej). W Stanach Zjednoczonych oryginalny styl gatunku naśladowany był przez licznych pisarzy, między innymi takich jak Sue Grafton, Chester Himes, John D. MacDonald, Ross Macdonald, Walter Mosley, Sara Paretsky, Robert B. Parker czy Mickey Spillane.